# 三菱地所物流リート投資法人
三菱地所物流リート投資法人（みつびしじしょぶつりゅうリート-）は、東京都千代田区に本部を置く投資法人。東証上場のJ-REIT。

## 概要
三菱地所がスポンサーの物流施設特化型REITであり、資産運用会社は「三菱地所投資顧問株式会社」である。
投資対象は、物流施設を80%以上、地域別では首都圏を50%としている。
組入物件は、三菱地所が開発する「ロジクロス」と、資産運用会社が外部取得する「MJロジパーク」の2つのブランドの物流施設である。また、ラサールの「ロジポート」ブランドの物流施設も組み入れられており、ラサールロジポート投資法人との共有物件となっている。
物流施設の他、IHIインフラシステムの本社・堺工場の底地や、鬼怒川ゴム工業の本社や工場の底地、ウィーカーズ（旧ビッグモーター）川西店の底地など、底地も組み入れられている。
2024年10月17日時点で、保有物件数35物件、取得価格合計2,715億円である。

## 沿革
- 2016年（平成28年）7月14日 - MJ物流リート投資法人として設立（本店：東京都千代田区丸の内2丁目5番1号）[2]
- 2016年（平成28年）8月9日 - 投信法第187条に基づく登録（登録番号　関東財務局長　第122号）
- 2017年（平成29年）6月16日 - 三菱地所物流リート投資法人に商号変更[2]
- 2017年（平成29年）9月14日 - 東京証券取引所に上場
- 2019年（令和元年）5月7日 - 本店を東京都千代田区丸の内1丁目6番5号に移転[2][8]

## その他の物流REIT
- 日本ロジスティクスファンド投資法人
- GLP投資法人
- 日本プロロジスリート投資法人
- ラサールロジポート投資法人
- 三井不動産ロジスティクスパーク投資法人
- 伊藤忠アドバンス・ロジスティクス投資法人
- CREロジスティクスファンド投資法人
- SOSiLA物流リート投資法人